# 大阪府立とりかい高等支援学校
大阪府立とりかい高等支援学校（おおさかふりつ とりかいこうとうしえんがっこう）は、大阪府摂津市鳥飼上一丁目にある特別支援学校。高槻市との境に位置し、敷地の大半は高槻市だが、校舎の部分は摂津市の飛び地となっており住所も摂津市となっている。

## 概要
高等部を単独で設置する、知的障害のある生徒を対象にした特別支援学校。通常の高等学校に近い内容で、就労を通した自立を目標とした支援教育を行っている。
大阪府立鳥飼高等学校の跡地に2013年4月、大阪府立摂津支援学校と同時に開校した。
同じ敷地にある摂津支援学校などとは異なり、入学者選抜を実施している。また、スクールバスや学校給食などの提供はなく、生徒は公共交通機関などで自主通学、昼食は弁当など各自で用意する。また、とりかい高等支援学校の生徒が摂津支援学校のスクールバスを利用することはできない。学区は大阪府全域にまたがるが、寄宿舎は設置していない（これは摂津支援学校もしかり）。 
健常者と一緒に学習できる「共生推進教室」が大阪府立北摂つばさ高等学校と大阪府立千里青雲高等学校に設置されている。
共生推進教室の生徒の学籍はとりかい高等支援学校在籍となるが、連携先の各高校に通学して高校で健常者と一緒に授業などを受ける。また共生推進教室の生徒への指導は、通学先の高校ととりかい高等支援学校の教職員が連携して担当することになる。
摂津支援学校と併設しているためクラスルームは変わらないが、運動場や体育館などは摂津支援学校と共有して使う。

## 学科
- 生産技術科
- 食とみどり科
- 生活科学科

## 交通
- 阪急バス・京阪バス 上鳥飼北バス停。
- 阪急バス 上鳥飼バス停。
- 京阪本線 香里園駅 西へ約3.7km。
- 阪急京都線 南茨木駅 南東へ約4.7km。